# Xã Addison, Michigan
Xã Addison (tiếng Anh: Addison Township) là một xã thuộc quận Oakland, tiểu bang Michigan, Hoa Kỳ. Năm 2010, dân số của xã này là 6.351 người.